# علم البيان

لوحة معالم البلاغة العربية، تشتمل على مدخل للبلاغة والفصاحة والأساليب، وعلى أقسام البلاغة وعلومها: 1- علم البيان بأدواته: التشبيه، والاستعارة، والحقيقة والمجاز، والكناية. 2- علم المعاني بأساليبه. 3- علم البديع.

البيان لغة الكشف والظهور. واصطلاحا أصول وقواعد يعرف بها إيراد المعنى الواحد بطرق متعددة وتراكيب متفاوتة: من الحقيقة والمجاز، والتشبيهوالكناية، مختلفة من حيث وضوح الدلالة على ذلك المعنى الواحد وعدم وضوح دلالتها عليه، فالتعبير عن جود حاتم مثلا يمكن أن يكون بهذه الألفاظ: جواد، كثير الرماد، مهزول الفصيل، جبان الكلب، بحر لا ينضب، سحاب ممطر، وغيرها من التراكيب المختلفة في وضوح أو خفاء دلالتها على معنى الجود.

## أركان علم البيان
ثم انه لما اشتمل التعريف على ذكر الدلالة ولم تكن الدلالات الثلاث: المطابقية والتضمنية والالتزامية كلها قابلة للوضوح والخفاء، لزم التنبيه على ما هو المقصود، فإن المقصود منها هاهنا: هي الدلالة العقلية للألفاظ، يعني: التضمنية والالتزامية، لجواز اختلاف مراتب الوضوح والخفاء فيهما، دون الدلالة الوضعية للألفاظ يعني: المطابقية، لعدم جواز اختلاف مراتب الوضوح في بعضها دون بعض مع علم السامع بوضوح تلك اللفاظ، وإلا لم يكن عالما بوضعها، فتأمل.
ثم ان اللفظ إذا لم يرد منه ما وضع له من دلالته المطابقية، وانما اريد به دلالته العقلية من تضمن أو التزام، فإن قامت قرينة على عدم إرادة ما وضع له فمجاز، وإن لم تقم قرينة على عدم إرادة ما وضع له فكناية، ومن المجاز ما يبتني على التشبيه، فيلزم التعرض للتشبيه قبل التعرض للمجاز والكناية، إذن: فعلم البيان يعتمد على أركان ثلاثة: التشبيه والمجاز والكناية.
فأساليبه التي يحتوي عليها و اُعدت قُسمت إلى أربع:
- التشبيه
- المجاز
- الاستعارة
- الكناية

## تعريف التشبيه
التشبيه لغة هو التمثيل، يقال: هذا مثل هذا وشبهه.
واصطلاحا هو عقد مماثلة بين شيئين أو أكثر وإرادة اشتراكهما في صفة أو أكثر بإحدى أدوات التشبيه لغرض يريده المتكلم.
وفائدته: أن الصفة المراد اثباتها للموصوف، إذا كانت في شيء آخر أظهر، جعل التشبيه بينهما وسيلة لتوضيح الصفة، كما تقول: زيد كالأسد حيث تريد اثبات الشجاعة له، إذ هي في الاسد أظهر.

## أركان التشبيه
وأركان التشبيه أربعة: فإذا قلنا أن الجملة زيد كالأسد في الشجاعة فأن أركان جملة التشبيه كالتالي:
1 المشبه، زيد.
2 المشبه به، الأسد.
3 وجه الشبه، الشجاعة
4 أداة التشبيه، الكاف.
ثم ان الركنين الأولين: المشبه والمشبه به يسميان بطرفي التشبيه أو ركني التشبيه ولابد في كل تشبيه من وجود طرفين.
والتشبيه المرسل هو ما ذكرت فيه الأداة مثل زيد كالأسد الأداة الكاف
والتشبيه المؤكد ما حذفت منه الأداة مثل زيد أسد
والتشبيه المجمل ما حذف منه وجه الشبه
والتشبيه المفصل ما ذكر فيه وجه الشبه مثل زيد في شجاعته كالأسد
والتشبيه البليغ ما حذفت منه الأداة ووجه الشبه

## تعريف المجاز
المجاز لغة التجاوز والتعدي.
واصطلاحا نقل عن معناه الأصلي، واستعمل في معنى مناسب له، كاستعمال الأسد في الرجل الشجاع.
والمجاز من الوسائل البيانية الذي يكثر في كلام الناس، البليغ منهم وغيرهم، وليس من الكذب في شيء كما توهم.
المجاز قسمان: لغوي وعقلي
1 لغوي وهو استعمال اللفظ في غير ما وضع له لعلاقة بمعنى مناسبة بين المعنى الحقيقي والمعنى المجازي يكون الاستعمال لقرينة مانعة من إرادة المعنى الحقيقي، وهي قد تكون لفظية، وقد تكون حالية، وكلما أطلق المجاز، انصرف إلى هذا المجاز وهو المجاز اللغوي.
2 عقلي وهو يجري في الإسناد، بمعنى أن يكون الإسناد إلى غير من هو له، نحو: شفى الطبيب المريض فإن الشفاء من الله، فإسناده إلى الطبيب مجاز، ويتم ذلك بوجود علاقة مع قرينة مانعة من جريان الإسناد إلى من هو له.

## تعريف الكناية
الكناية من كنيت أو كنوت بكذا عن كذا، إذا تركت التصريح به.
وهي في اللغة التكلم بما يريد به خلاف الظاهر.
وفي الاصطلاح لفظ أريد به غير معناه الموضوع له، مع إمكان إرادة المعنى الحقيقي، لعدم نصب قرينة على خلافه.
وهذا هو الفرق بين المجاز والكناية، ففي الأول لا يمكن إرادة المعنى الحقيقي لنصب القرينة المضادة له، بخلاف الثاني.
ومثال الكناية: فلان كثير الرماد تريد انه كريم، للتلازم في الغالب بين الكرم وبين كثرة الضيوف الملازمة لكثيرة الرماد من الطبخ.

## أقسام الكناية
تنقسم الكناية إلى ثلاثة أقسام:
1 الكناية عن الصفة، نحو طويل النجاد كناية عن طول القامة.
2 الكناية عن الموصوف، نحو قوله:
فلما شربناها ودب دبيبها إلى موطن الأسرار قلت لها قفي
أراد بموطن الأسرار: القلب.
3 الكناية عن النسبة، كقوله:
إن السماحة والمروءة والندى في قبة ضربت على ابن الحشرج
فإن تخصيص هذه الثلاثة بمكان ابن الحشرج يتلازم نسبتها إليه.
الكناية القريبة والبعيدة